# Інтегральний оператор Фредгольма
Інтегра́льний опера́тор Фредгольма — цілком неперервний лінійний інтегральний оператор вигляду
{\displaystyle (Af)(x)=\int _{G}K(x,t)f(t)\,dt,}
що відображає один простір функцій в інший. Тут {\displaystyle G} — область в евклідовому просторі {\displaystyle \mathbb {R} ^{n}}, {\displaystyle K(x,t)} — функція, задана на декартовому квадраті {\displaystyle G\times G}, звана ядром інтегрального оператора. Для цілком неперервності оператора {\displaystyle A} на ядро {\displaystyle K(x,y)} накладаються додаткові обмеження. Найчастіше розглядають неперервні ядра, {\displaystyle L_{2}}-ядра, а також полярні ядра. Інтегральний оператор Фредгольма та його властивості використовують при розв'язуванні інтегрального рівняння Фредгольма.

## Властивості

### Лінійність
Інтегральний оператор Фредгольма є лінійним, тобто {\displaystyle A(\alpha f+\beta g)=\alpha Af+\beta Ag}.

### Неперервність
Інтегральний оператор з неперервним на {\displaystyle {\bar {G}}\times {\bar {G}}} ядром {\displaystyle K(x,y)}, переводить {\displaystyle L_{2}(G)} в {\displaystyle C({\bar {G}})} (і, отже, {\displaystyle C({\bar {G}})} в {\displaystyle C({\bar {G}})} і {\displaystyle L_{2}(G)} в {\displaystyle L_{2}(G)}) і обмежений (неперервний), причому
{\displaystyle \|Af\|_{C}\leq M{\sqrt {V}}\|f\|_{L_{2}},\quad f\in L_{2}(G),}
{\displaystyle \|Af\|_{C}\leq MV\|f\|_{C},\quad f\in C({\bar {G}}),}
{\displaystyle \|Af\|_{L_{2}}\leq MV\|f\|_{L_{2}},\quad f\in L_{2}(G),}
де
{\displaystyle M=\max \limits _{x\in {\bar {G}},\,y\in {\bar {G}}}|K(x,y)|,\quad V=\int _{G}dy.}.
Інтегральний оператор з {\displaystyle L_{2}}-ядром:
{\displaystyle \int _{G}\int _{G}|K(x,y)|^{2}dx\,dy\leq N^{2}<\infty }
переводить {\displaystyle L_{2}(G)} в {\displaystyle L_{2}(G)}, неперервний і задовольняє оцінці:
{\displaystyle \|Af\|_{L_{2}}\leq N\|f\|_{L_{2}}.}
Існують умови неперервності інтегральних операторів з {\displaystyle L_{p}} в {\displaystyle L_{q}}.

### Цілком неперервність
Інтегральний оператор із неперервним ядром {\displaystyle K(x,y)} є цілком неперервним з {\displaystyle L_{2}(G)} в {\displaystyle C({\bar {G}})} тобто переводить будь-яку множину, обмежену в {\displaystyle L_{2}(G)} у множину, передкомпактну в {\displaystyle C({\bar {G}})}. Цілком неперервні оператори чудові тим, що для них справедлива альтернатива Фредгольма. Інтегральний оператор з неперервним ядром є границею послідовності скіняенних операторів із виродженими ядрами. Аналогічні твердження справедливі для інтегрального оператора з {\displaystyle L_{2}}-ядром.
Існують також слабші достатні умови цілком неперервності (компактності) інтегрального оператора з {\displaystyle L_{p}} в {\displaystyle L_{q}}.

## Спряжений оператор
Споряжений оператор до оператора {\displaystyle A} з {\displaystyle L_{2}}-ядром у гільбертовому просторі {\displaystyle L_{2}(G)} має вигляд
{\displaystyle (A^{*}f)(x)=\int _{G}{\overline {K(y,x)}}f(y)\,dy.}
Якщо {\displaystyle K(x,y)={\overline {K(y,x)}}}, то інтегральний оператор Фредгольма {\displaystyle A} є самоспряженим.

## Обернений оператор
За досить малих значень {\displaystyle |\lambda |} оператор {\displaystyle I-\lambda A} (де {\displaystyle I} — одиничний оператор) має обернений вигляду {\displaystyle I+\lambda R}, де {\displaystyle R} — інтегральний оператор Фредгольма з ядром {\displaystyle R(x,y,\lambda )} — резольвентою ядра {\displaystyle K(x,y)}.